# Štěkeň
Štěkeň [ʃcɛkɛɲ] (deutsch Steken, früher Stiekna, Sticken) ist eine Minderstadt in Tschechien. Sie liegt elf Kilometer östlich von Strakonice und gehört zum Okres Strakonice.

## Geographie

### Geographische Lage

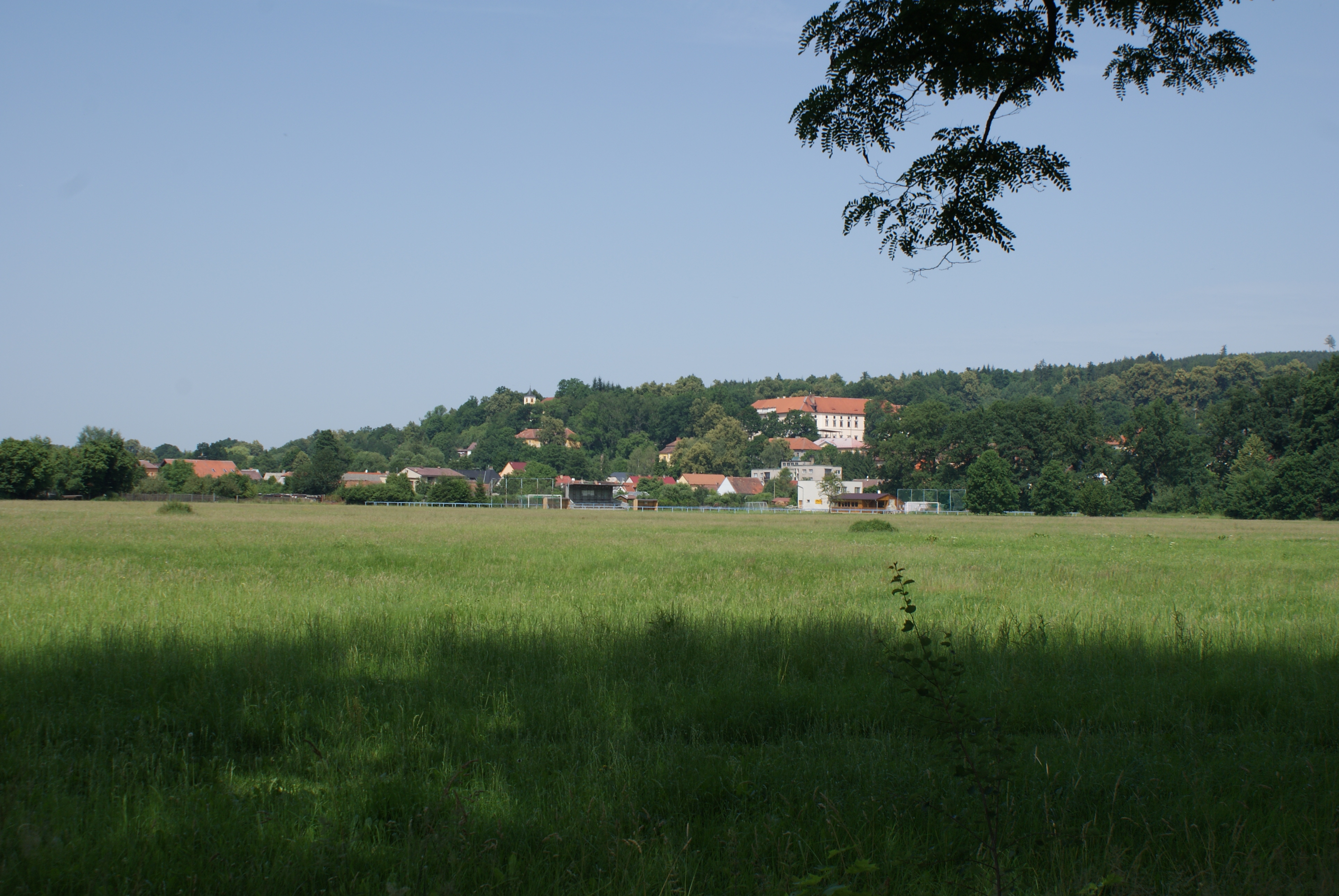
Ortsansicht

Štěkeň befindet sich linksseitig der Otava am Fuße des Brdo (508 m) im Böhmerwald-Vorland. Am rechten Ufer des Flusses verläuft die Eisenbahn zwischen Budweis und Strakonice, die nächste Bahnstation liegt zwei Kilometer südlich in Čejetice.

### Gemeindegliederung
Der Flecken Štěkeň besteht aus den Ortsteilen Nové Kestřany (Neu Kesterschan), Štěkeň (Steken) und Vitkov (Witkow).

### Nachbargemeinden
Nachbarorte sind Slatina im Norden, Vitkov im Nordosten, Nové Kestřany im Osten, Sudoměř im Südosten, Čejetice im Süden, Sedlíkovice, Modlešovice und Hájská im Südwesten, Slaník im Westen sowie Přešťovice im Nordwesten.

## Geschichte
Sczeken wurde 1318 erstmals urkundlich erwähnt. Die Feste war bis dahin Sitz des Vladiken Bavor von Štěkeň, der sie an Nikolaus von Janovice und Vimperk verkaufte. Štěkeň gehörte von 1412 bis 1610 den Herren Říčanský von Říčany und wechselte dann mehrmals den Besitzer. Nach der Schlacht am Weißen Berg wurde die Gutsherrschaft Štěkeň, bestehend aus dem Städtchen Štěkeň, vier Dörfern und einer Brauerei 1622 aus dem Besitz von Jan Malovec von Malovice konfisziert. 1648 erwarb der im Jahr zuvor aus der Schweiz nach Böhmen eingewanderte Adlige Jan Anton Losy von Losinthal die Herrschaft Štěkeň mit den zugehörigen Dörfern Řepice, Mladějovice, Přešťovice, Čejetice, Droužetice, Přeborovice, Brusy, Cehnice, Dunovice, Netonice, Radějovice, Paračov, Kuřimeny, Sudkovice und Černěkov von Johann Anton, Fürst von Eggenberg. Losy von Losinthal ließ zwischen 1664 und 1665 die Feste zu einem Schloss umbauen. Nach seinem Tode erbte 1682 sein Sohn Johann Baptist Štěkeň. Dieser starb 1683 und das Erbe trat dessen Bruder Johann Anton Losy von Losinthal an. 1720 übergab er seinen Besitz Štěkeň an seinen Sohn Adam Philipp. Nachdem Adam Philipp Graf Losy von Losinthal am 21. April 1781 ohne Nachkommen in Wien gestorben war, erbte dessen Witwe Ernestine Gräfin Fuchs von Bimbach die Herrschaft. Sie verkaufte den Besitz noch im selben Jahre an Joseph-Niklas zu Windisch-Graetz. Ihm folgte 1802 dessen Sohn Alfred I. zu Windisch-Graetz.
Nach der Ablösung der Patrimonialherrschaften wurde Štěkeň 1848 zur selbstständigen Marktgemeinde. Im Jahre 1850 lebten in Štěkeň 813 Menschen. 1862 erbte Alfred II. zu Windisch-Grätz die Güter in Štěkeň, 1876 folgte dessen Sohn Alfred III. zu Windisch-Grätz. Dieser verkaufte das Schloss am 4. September 1922 an das Institutum Beatae Mariae Virginis, das darin eine Internatsschule einrichtete. Am 1. September 1868 nahm die Eisenbahn den Betrieb auf und bis 1879 wurde die Strecke zwischen Budweis und Strakonice vollendet. Die Bahnstation in Čejetice wurde am 30. April 1891 in Štěkeň umbenannt. 1930 hatte der Ort 912 Einwohner. Im Jahre 2007 wurde der Status als Městys erneuert.

## Kultur und Sehenswürdigkeiten

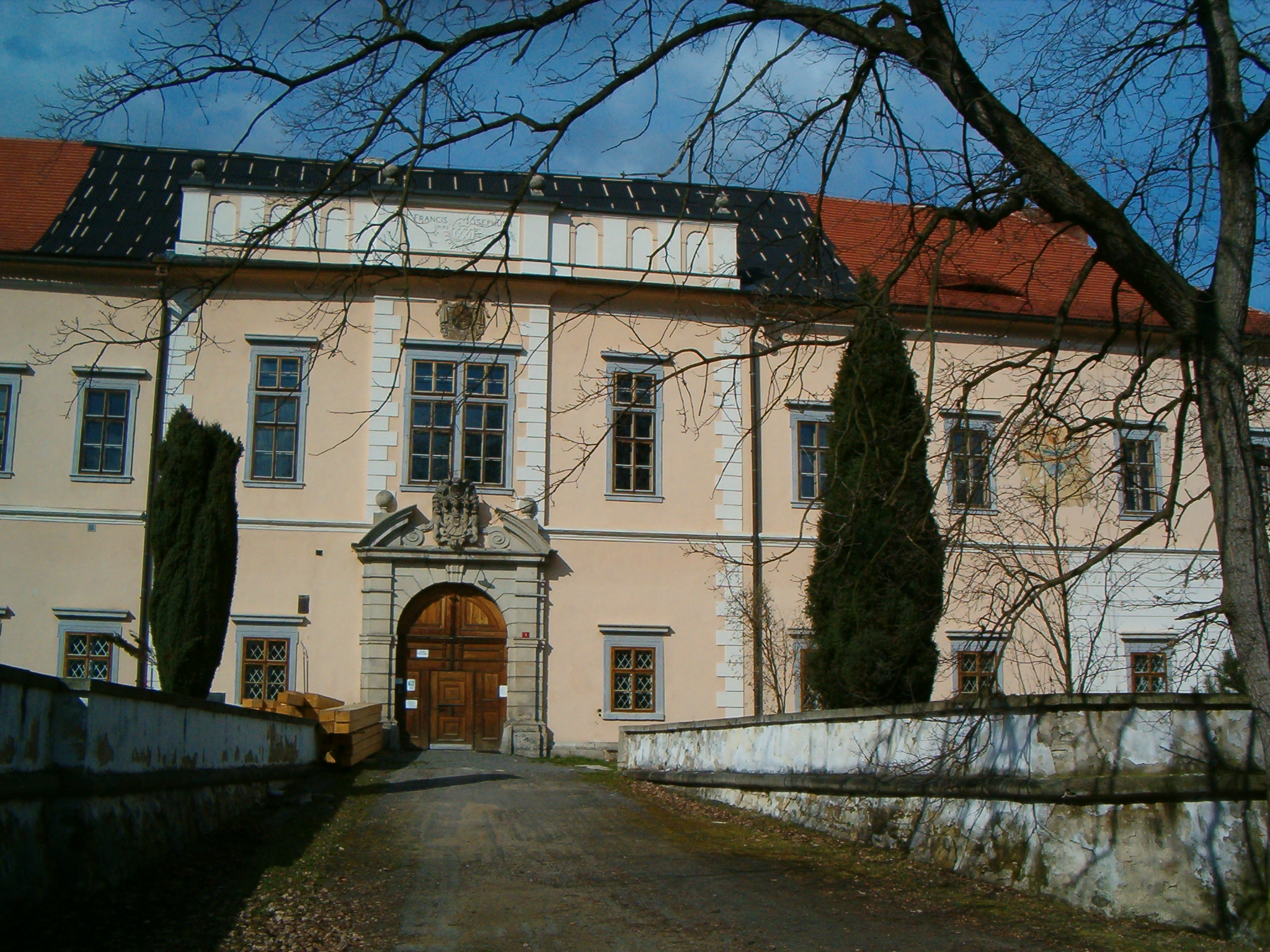
Schloss Štěkeň

- Schloss Štěkeň mit Schlosskapelle und englischem Park, der Barockbau entstand zwischen 1664 und 1665 für Jan Anton Losy von Losinthal
- Kirche St. Nikolaus, die früher gotische Kirche wurde 1384 zur Pfarrkirche erhoben und 1749 umgebaut
- Pfarrhaus, Barockbau aus dem Jahre 1772
- barocke Statue des Hl. Johannes von Nepomuk, geschaffen 1725
- Jan-Žižka-Denkmal bei Sudoměř, das 16 m hohe Monument entstand 1926
- Gehöfte im südböhmischen Bauernbarock

## Persönlichkeiten

### Söhne und Töchter des Ortes
- Jan ze Štěkna (um 1355–1407), Theologe
- Johann Anton Losy von Losinthal (um 1645–1721), Lautenist und Komponist
- Gregor Zeithammer (1800–1881), Schriftsteller
- Alfons Ferdinand Šťastný (1831–1913), tschechischer Politiker und Organisator des Bauernstandes
- Gottlieb Adler (1860–1893), böhmischer Physiker

### Weitere
- Karel Klostermann (1848–1923), Schriftsteller, starb im Kloster des Institutum Beatae Mariae Virginis auf Schloss Štěkeň